# Нурбану-султан
Нурбану́-султа́н (тур. Nurbanu Sultan), также Нурубану́-султа́н (тур. Nurubanu Sultan; ум. 7 декабря 1583 года в Стамбуле) — наложница османского султана Селима II с титулом хасеки-султан, мать султана Мурада III. Первая официальная носительница титула валиде-султан и первая валиде-султан периода Султаната женщин.
Нурбану, предположительно происходившая из двух знатных венецианских родов, попала в гарем будущего султана Селима II в период между 1542 и 1544 годами, когда он служил санджакбеем Коньи. В 1546 году Нурбану родила шехзаде Селиму первого сына, шехзаде Мурада, и вплоть до восшествия Селима на престол она оставалась матерью его единственного наследника и, вероятно, его единственной хасеки. В 1566 году, когда Селим стал султаном, сама Нурбану возглавила султанский гарем как мать старшего наследника. Она оставалась в фаворе у султана на протяжении всего правления Селима II, несмотря на то, что больше детей не рожала.
После смерти Селима II на трон взошёл сын Нурбану Мурад III, даровавший матери титул — валиде-султан. Нурбану стала первой носительницей этого титула и первой валиде-султан периода Султаната женщин. Помимо управления гаремом и занятия благотворительностью, Нурбану, благодаря любви и уважению Мурада III, активно вмешивалась в политику сына, а также вела переписку с иностранными правителями, в частности с венецианским дожем и французской королевой-матерью Екатериной Медичи. При Нурбану в султанском дворце распространилось взяточничество и влияние евреев, в частности близки с матерью султана были Эстер Хандали, кира Нурбану, и семейство Наси.
Когда Нурбану умерла в 1583 году, Мурад III, вопреки традициям, лично принял участие в похоронах. Кроме того, по распоряжению Мурада III, его мать была захоронена рядом с его отцом в комплексе мечети Ая-София. Таким образом, Нурбану стала первой наложницей султана, погребённой рядом со своим господином, а сам Мурад этим поступком признал свою валиде полноправным членом правящей династии.

## Биография

### Происхождение
Ильхан Шахин, автор статьи о Нурбану-султан в «Исламской энциклопедии», приводит несколько версий происхождения этой женщины. Согласно первой из них, её настоящим именем было Сесилия, она родилась на острове Парос между 1525 и 1530 годами и была дочерью Николо Веньера, венецианского администратора Пароса, и Виоланты Баффо. Сесилия была взята в плен Барбароссой Хайреддином-пашой во время экспедиции на острова в 1537 году и доставлена во дворец в качестве наложницы. Также Шахин пишет, что принадлежность Нурбану к семьям Веньер и Баффо основывается только на сведениях, переданных сенату Хасаном Чаушем, которого Селим, тогда ещё носивший титул шехзаде, отправил в Венецию с секретной дипломатической миссией в октябре 1559 года, и не подтверждается никакими другими источниками. Согласно другой версии, приведённой Шахином, она попала в плен в семилетнем возрасте во время войны в октябре 1537 года, принадлежала к греческой семье из деревни Ассумати на острове Корфу под властью Венеции и при рождении носила имя Кали. Кроме того, согласно третьей версии, Нурбану принадлежала к семье Квартани — богатому и знатному венецианскому роду с Корфу. Стефан Герлах выдвигал обе версии — как о происхождении Нурбану с острова Корфу, так и о её происхождении с острова Парос, называя её то гречанкой, то венецианкой. Биньямин Арбель в своей статье «Нур Бану (1530—1583) — султанша-венецианка» утверждает, что она была родом с острова Корфу.
Согласно турецкому историку Недждету Сакаоглу и американскому профессору истории Лесли Пирс, Нурбану была незаконнорождённой дочерью из знатного венецианского рода, появилась на свет, по некоторым данным, в 1525 году, и звали её Сесилия Веньер-Баффо. Сакаоглу отмечает, что, согласно легенде, среди всех заточённых в трюме пленниц, взятых в плен во время набегов на берега Средиземноморья, Барбаросса Хайреддин-паша выбрал Баффо и посчитал её достойной Селима II. Однако и Сакаоглу, и Шахин сходятся во мнении, что имеющейся информации недостаточно, чтобы достоверно определить происхождение Нурбану. Энтони Олдерсон в своей книге «Структура Османской династии» также предполагает, что Нурбану могла быть венецианкой из семьи Веньер-Баффо.
Турецкий историк Чагатай Улучай высказывал версию об итальянском и еврейском происхождении Нурбану. Османский историк Ахмет Рефик Алтынай, автор книги «Женский султанат», выдвинул версию о еврейском происхождении Нурбану, основываясь на том факте, что она привлекла к государственному управлению евреев. Однако Ильхан Шахин посчитал эту версию не имеющей серьёзных оснований.

### Фаворитка наследника

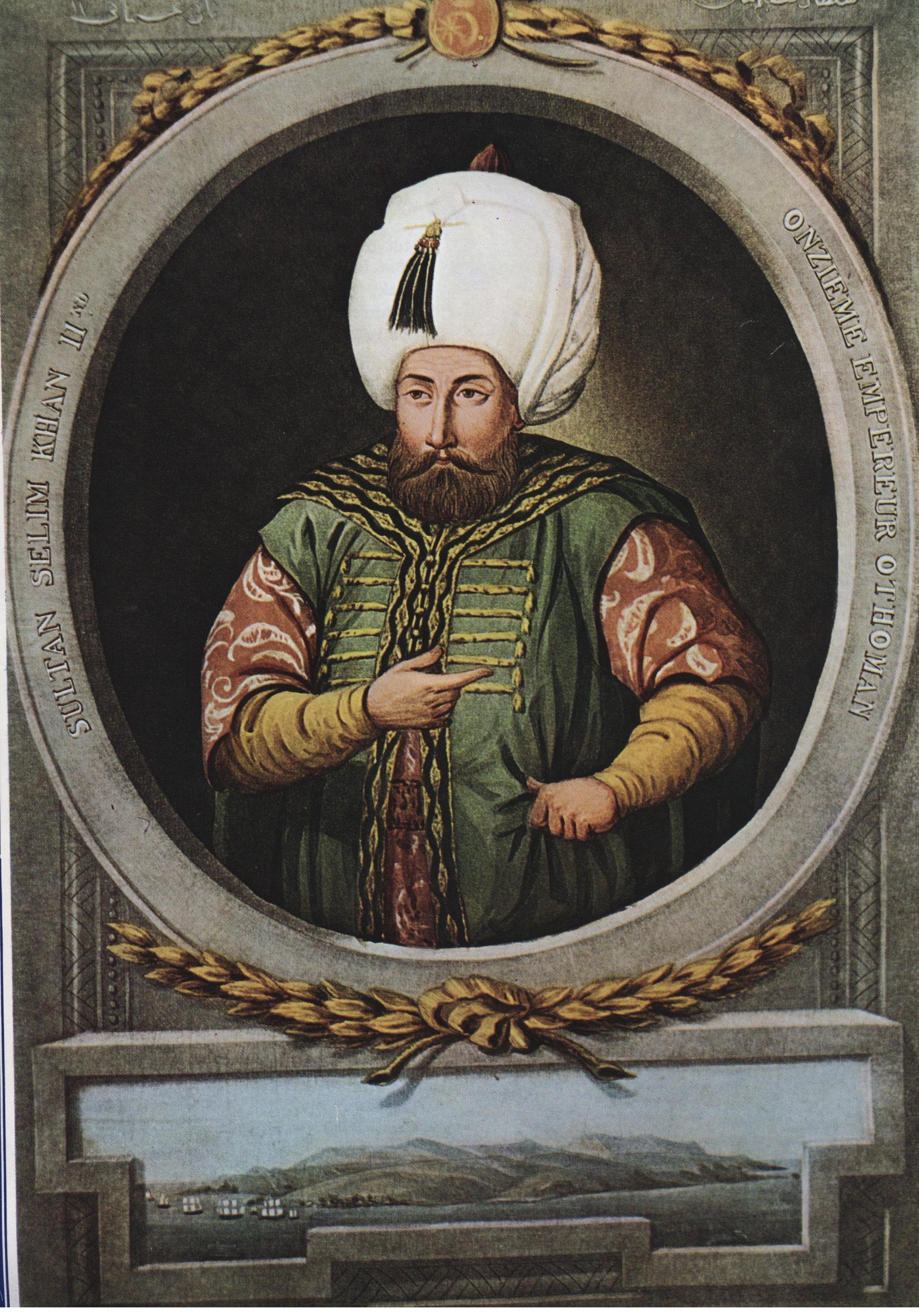
Селим II, супруг Нурбану-султан

Ильхан Шахин отмечал, что Нурбану смогла выделиться среди других наложниц во дворце своими красотой и незаурядным умом. Вероятно, она заняла место в гареме тогда ещё шехзаде Селима, когда в 1543 году он отправлялся из Стамбула в Конью в качестве санджакбея. По мнению Сакаоглу, Нурбану попала в гарем к шехзаде Селиму самое ранее в 1542 году в Конье или же уже в 1544 году во дворце в Манисе. Склоняясь к первой версии, Сакаоглу отмечал, что совместное с Селимом проживание Нурбану в Конье и Манисе длилось 14 лет. Чагатай Улучай считал, что Нурбану попала в гарем Селима, когда он был санджакбеем Манисы. В 1546 году в Манисе Нурбану родила будущему султану первого сына и наследника — шехзаде Мурада. Шехзаде Мурад был единственным сыном Селима до его восшествия на престол и, хотя венецианский посол писал, что шехзаде Селим весьма «похотлив», если в бытность его наследником престола у него и были другие наложницы, детей рожала только Нурбану. Кроме того, Лесли Пирс писала, что тот факт, что Нурбану родила ещё нескольких детей, говорит о том, что Селим пытался произвести ещё наследников с одной наложницей. Поскольку мать шехзаде Селима Хюррем-султан не отправилась с сыном в провинцию, когда он был назначен санджакбеем, Нурбану как главная наложница шехзаде возглавила его гарем.
В 1558 году после смерти Хюррем-султан султан Сулейман I, надеясь погасить вражду между Селимом и его братом Баязидом, отправил Селима сначала в Кютахью, а затем в Конью. К этому времени сын Нурбану шехзаде Мурад достиг возраста вступления на должность санджакбея и был отправлен дедом управлять Акшехиром. Поехала ли Нурбану с сыном Мурадом или осталась с Селимом — неизвестно. Согласно Шахину, подчёркивая своё венецианское происхождение, во время борьбы за трон Селима с Баязидом Нурбану связалась с венецианцами, чтобы те поддержали шехзаде Селима. Сакаоглу писал, что во время решающих моментов в противостоянии Селима и Баязида Нурбану, вероятно, обращалась к разнообразным методам, чтобы защитить Селима и посадить его на трон. Так, среди гардероба дворца-музея Топкапы хранится рубашка-оберег Селима II, расписанная дервишем Ахмедом бин Сулейманом в 1565 году — в последний год пребывания Селима в статусе шехзаде. Специалисты считают, что эту рубашку и ещё одну похожую, принадлежавшую Мураду III, приказала изготовить для мужа и сына сама Нурбану.

### Башхасеки султана
Шахин писал, что в 1566 году, когда Селим стал султаном, сама Нурбану возглавила гарем как мать старшего наследника султана. Когда Нурбану прибыла в Стамбул с гаремом Селима, венецианский посол Джакопо Соранцо писал: «Хасеки… по слухам, чрезвычайно любима и почитаема Его Величеством как за её невероятную красоту, так и за необычайный ум». Сакаоглу отмечал, что Нурбану получила статус «башхасеки» — главной фаворитки; она не последовала обычаю, по которому матери сопровождали своих сыновей в санджаки, и осталась проживать во дворцах Стамбула и Эдирне вместе с Селимом. Сакаоглу объяснял это тем, что Селим II, пристрастившийся к выпивке, мог умереть в любой момент, поэтому Нурбану нужно было помешать взойти на трон одному из тех шехзаде, которые оставались во дворце. В статусе башхасеки Нурбану пробыла восемь лет и два месяца. Главными событиями во время правления Селима II стали завоевание Кипра в 1570—1571 годах и сражение под Инебахты — оба раза Селим сражался с Венецией. Сакаоглу считал, что таким образом утверждение о том, что Нурбану была венецианкой, теряет позиции: Нурбану тесно сотрудничала с евреем Иосифом Наси, расхваливавшим достоинства вина и подбивавшим Селима-пьяницу на завоевание Кипра. Сотрудничество это якобы основывалось на общей выгоде и общем происхождении.
По мнению Лесли Пирс, когда Селим стал султаном, было очевидно, что его наследником будет шехзаде Мурад; такая ситуация помогала избежать войны за власть в период султаната Селима II, однако ставила под угрозу существование династии в целом, если Мурад и его малолетний сын погибнут. При этом Селим стал придерживаться правила «одна наложница — один сын» и за 8 лет правления обзавёлся шестью сыновьями, из которых только один скончался при жизни отца. Всё это время Нурбану оставалась в фаворе у султана, хотя больше не родила Селиму ни одного ребёнка; вероятно, после восшествия Селима на престол или ранее Нурбану вовсе перестала быть его сексуальным партнёром. Согласно Лесли Пирс, Селим решил, подобно своему отцу, официально жениться: Джакомо Рагаццони в своём донесении венецианскому сенату от 1571 года писал, что «Султан Амурат [Мурад, старший сын Селима], 22 лет, талантлив и хорошо образован, тщательно соблюдает религиозные обряды и потому очень любим всеми и своим отцом Великим Сеньором, вопреки традициям османов. Шесть месяцев тому назад его отец Синьор в качестве знака любви сделал чебин, что означает, что он взял в законные жёны мать [принца], черкешенку [sic], и даровал ей приданое в размере 110 тысяч дукатов, желая обойти своего отца, который дал в приданое только 100 тысяч матери Селима». Пирс считала, что, как и свадьба Сулеймана и Хюррем, брачная церемония Селима и Нурбану никак не освещалась в османских источниках. Однако согласно Энтони Олдерсону, после 1520 года османские султаны заключили лишь три официальных брака и союза Селима II и Нурбану среди них нет.
Сакаоглу отмечал, что практически никаких данных о Нурбану в бытность её хасеки Селима II нет: неизвестно, пыталась ли Нурбану на протяжении правления Селима II стать его законной женой, насколько сильно было её влияние на падишаха, был ли у неё собственный триумвират, как и у Хюррем, вмешивалась ли она в отношения Селима с другими хасеки, какие именно вопросы она решала благодаря обращённым в ислам еврейкам, называвшимся «кира», которые ещё в правление Хафсы-султан получили доступ в гарем и к хасеки и которые выполняли роль своего рода внешнего поверенного. Согласно Пирс, к концу правления Селима II Нурбану-султан стала получать «11 сотен акче в день», тогда как остальные фаворитки султана получали лишь сорок акче. Согласно Сакаоглу, самые надёжные сведения о Нурбану даёт дневник Стефана Герлаха. В записи от 14 октября 1573 года он пишет: «Жена падишаха, которая родом из Корфу, проехалась перед нашим караван-сараем эскортом в 20 карет. На её карете не было никаких дополнительных украшений. Как и другие кареты, она была обита красной тканью. Только шляпки гвоздей были покрыты золотом. Перед каретой шли янычары в жёлтых шапках и с аркебузами в руках. Самыми высшими чинами, сопровождавшими кареты, были чернокожие евнухи. Женщины падишаха живут во дворце, окружённом стенами и величиной с половину города Тюбинген». Эта запись — одно из немногих сведений, относящихся к годам Нурбану в качестве хасеки.
Улучай отмечал, что Нурбану была влиятельна и вмешивалась в государственные дела в бытность хасеки Селима II. Однако Сакаоглу писал, что исторические хроники не упоминали о Нурбану до 1574 года, поскольку во время недолгого султаната Селима II власть была в руках султанского зятя Соколлу Мехмеда-паши, а сама Нурбану жила на два дворца, постоянно перемещаясь между Стамбулом и Эдирне. Нет практически никаких письменных сведений о гаремной жизни этого времени. Современники Нурбану, в частности Гелиболулу Мустафа Али в работе «Суть событий», рассказывали о гареме как о месте гуляний с музыкой, песнями и алкоголем: «Он погряз в гуляниях и выпивке. Государственные дела полностью в руках великого визиря. Открыты возможности для взяток».

### Валиде-султан

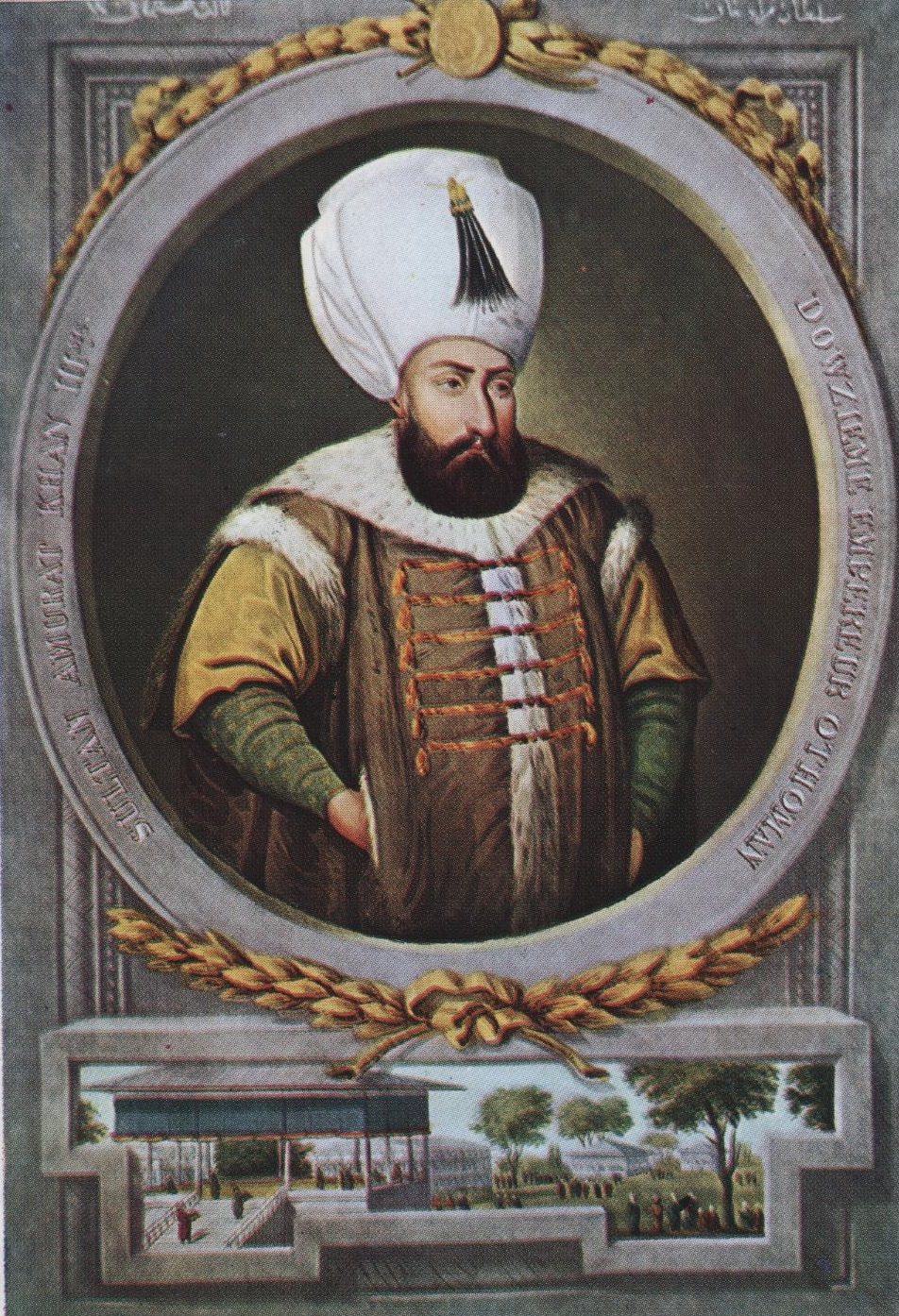
Мурад III, сын Нурбану-султан

После смерти Селима II 15 декабря 1574 года Нурбану взяла инициативу в свои руки. Современник Нурбану и османский историк Селаники Мустафа-эфенди писал, что «14 декабря Селим II ходил в сад при судоверфи и делился своими бедами с Шемси-пашой, а когда он вернулся во дворец, впал в кому; на следующий день — первый день Рамадана — на рассвете он умер. Был собран Диван-ы Хюмаюн, на котором было решено, что „эта тайна не должна никому стать известной. По приказу валиде-султан Мурад-хана [Нурбану] его [Селима II] тело осталось храниться на льду“. Великий визирь Соколлу в письме описал ситуацию шехзаде Мураду, находящемуся в Манисе. Мурад приехал в Стамбул на килите Нишанджи Феридун-бея. На восьмой день Рамадана в среду он сошёл на берег на пушечной пристани и ждал великого визиря в павильоне султана Баязида. Вместе они вошли во дворец, и после дворцовой присяги Мурад приказал задушить пятерых своих братьев. После этого были организованы джюлюс и похороны». Как считал Сакаоглу, очевидно после успеха этой операции, влияние Нурбану в гареме только укрепилось. В свою очередь, этот успех можно было объяснить влиянием Нурбану во дворце и в гареме, ведь нужно было сохранить тело Селима II в дворцовом «холодильнике» — погребе, поручить зятю Соколлу Мехмеду-паше как можно скорее доставить шехзаде Мурада во дворец, неделю держать дворец под контролем до его приезда, и в ночь, когда её сын взошёл на престол, задушить шехзаде, рождённых от других хасеки. Стефан Герлах так описывал восхождение Мурада III на престол: «Из всех женщин отца во дворце осталась только одна [Нурбану], все остальные были отправлены в Старый дворец, на глазах у Мурада были задушены все его младшие братья, самому старшему из них было 8 лет, когда мать одного из этих шехзаде узнала о смерти сына, она покончила жизнь самоубийством — зарезалась».
Став матерью султана, Нурбану получила титул валиде-султан. Лесли Пирс отмечала, что Нурбану стала первой матерью султана, официально получившей этот титул: ранее матери султанов в официальных документах именовались как «мать султана …», либо же метафорически — «мехд-и улья» (тур. mehd-i ulya — «великая колыбель»), «седеф-и дюрр-и салтанат» (тур. sedef-i dürr-i saltanat — «перламутровая жемчужина султаната») и «валиде-и саадет пенах» (тур. valide-i saadet penah — «мать пристанища счастья»). В документах Мурада III Нурбану стала упоминаться как «моя мать-султанша» (тур. vâlidetim sultan), «валиде-султан» (тур. vâlide sultan), «прекрасная валиде-султан» (тур. atik vâlide sultan). Все эти титулы она получила благодаря тому, что сохранила трон умершего мужа для сына, находящегося в Манисе, и не позволила ни одному из шехзаде, находящихся во дворце, воспользоваться случаем. С Нурбану же началась традиция проведения церемонии «валиде алаи» (тур. vâlide alai — «процессия валиде-султан»): во время этой церемонии гарем нового султана во главе с валиде-султан торжественно переезжал из Старого дворца в новый, с пышным эскортом проезжая по улицам Стамбула. В этот период и под управлением Нурбану гарем стал влиятельным учреждением, сама она играла важную роль во дворце, имела большое влияние на представителей династии, а также на повседневное функционирование и жизнь гарема. Немалую роль в таком возвышении Нурбану сыграло огромное уважение Мурада III к матери. Таким образом, валиде-султан достигла высокого статуса и стала важным и неотъемлемым членом династии Османов. Одним из показателей власти Нурбану был тот факт, что ей выделялось самое большое жалование как среди членов династии, так и среди чиновников — 2000 акче в день.
Согласно Шахину, для личных дел Нурбану пользовалась услугами еврейки Эстер Хандали, получившей должность киры. Лесли Пирс писала, что Нурбану помогла и сыну Эстер — ювелиру Соломону — в продвижении его дела в Венеции. Кроме того, у валиде были финансовые отношения в османским правителем островов герцогства Наксос Иосифом Наси, также евреем по происхождению. Возможно, благодаря именно этим связям распространялись слухи о еврейском происхождении Нурбану. Среди служителей гарема наиболее близки с валиде-султан были глава белых евнухов Газанфер-ага, мусахип Шемси-паша, кетхюда-хатун Джанфеда-хатун и казначей гарема Разие-хатун. Последние двое, по мнению Шахина, служили при Нурбану ещё со времён её пребывания в Манисе, Сакаоглу и Пирс же считали, что Джанфеда попала на службу к Нурбану из Старого дворца, когда мать Мурада уже была валиде-султан.
На заре правления Мурада III в гареме появилась наложница Сафие-султан, ставшая любимицей сына Нурбану. У самой валиде отношения с невесткой не складывались, поскольку со временем влияние Сафие на чувственного Мурада только росло. Нурбану не хватало поддержки обитавшей во дворце Кадырга дочери Эсмехан-султан и зятя Соколлу Мехмеда-паши, поэтому она вызвала из Старого дворца Джанфеду-калфу и сделала её кетхюдой. В ответ на это Сафие-султан со временем привлекла на свою сторону казначея гарема Разие-хатун. Эти две группы не ограничивались борьбой за влияние на султана Мурада III, его управление государством и государственную политику: они также, по выражению Гелиболулу Мустафы Али, «занимались взятками». Все выплаты и назначения от тимаров вплоть до хассов и высоких государственных постов стали даваться в обмен на взятки. Нурбану была так привязана к Джанфеде, которая приносила ей целые состояния, что просила у сына Мурада в случае её смерти взять женщину под свою опеку. Вне дворца правой рукой Джанфеды была Эстер Хандали. Сакаоглу предполагает, что женщины были одной национальности, возможно, родственницы. Часто Нурбану и Эстер упрекали в том, что валиде-султан и Джанфеда с помощью этой киры открыли путь во дворец взяткам от богатых евреев и их влиянию на государственные дела; некоторые киры, понимавшие политическую и торговую расстановку сил и имевшие доступ во дворец, передавали взятки для валиде и хасеки.
Сакаоглу приводит историю, согласно которой в последние годы жизни Нурбану оказалась замешана в дворцовом убийстве. Один из дворцовых стражников Рыдван-ага, обеспечивавший связь гаремных женщин с внешним миром, завоевал доверие валиде-султан и стал отвечать за сопровождение во дворце торговцев драгоценностями. Однажды пришедшая с Рыдваном еврейка после того, как показала принесённое, вышла из гаремных ворот, миновала Средние ворота и исчезла на церемониальной площади. Рыдвана задержали, обыскали и обнаружили драгоценности пропавшей еврейки зашитыми в подкладку его одежды. Тело еврейки обнаружилось в амбаре для дров. Рыдван под пытками признался, что к этому убийству его принудила Нурбану-султан. Преступник был казнён, но слухи по этому поводу преследовали валиде очень долго как во дворце, так и во всём Стамбуле. Вероятно, после этого позора валиде-султан выехала из Топкапы и переехала в садовый дворец падишаха в Еникапы, построенный по её приказу, или же в Старый дворец. В итоге, как пишет Стефан Герлах, 16 апреля 1577 года Мурад III переехал из Старого дворца, где находились его гаремные покои, во дворец «на берегу [Еникапы], где не расставался со своей матерью-гречанкой родом из Пароса». В другом месте своего дневника он указывает, что падишах хотел отдалить от себя валиде-султан и разместить её в Старом дворце, потому что эта «умная женщина сделала ему предупреждение по поводу помилования всех провинившихся».

#### Иностранные связи
В донесениях послов содержится обширная информация о тесных политико-дипломатических контактах Нурбану-султан с венецианцами. Венецианский посланник Паоло Контарини в 1583 году писал, что Нурбану выказывает расположение Его Сиятельству и посылает ему много даров. В ответ в том же 1583 году венецианский сенат выделил валиде за её дружбу подарков на сумму 2000 венецианских золотых монет. Согласно другому отчёту, незадолго до смерти Нурбану предотвратила возможное нападение Османской империи на Крит и предупредила каптан-ы дерью Кылыч Али-пашу, чтобы он не начинал войну против Венеции. Лесли Пирс отмечала, что письма Нурбану-султан венецианцам написаны сухим деловым языком и представляют её в этих отношениях доминирующим деловым партнёром; чаще всего в письмах перечислялись подарки, переданные каждой из сторон, благодарности за них, а также рекомендации того или иного человека на какой-либо пост. Кроме того, в этих письмах валиде-султан ходатайствовала за мусульман, находившихся в плену: так, она просила освободить мусульман, попавших в плен к князю Палермо после битвы при Лепанто в 1571 году.
Пирс предполагала, что Нурбану поддерживала дипломатические отношения с несколькими представителями европейских королевских домов. Однако наиболее известна её переписка с французской королевой-матерью Екатериной Медичи; в переписке затрагивались такие темы, как развитие хороших отношений между французским дворцом и османским дворцом, а также возобновление торговых соглашений.

### Смерть
По мнению Лесли Пирс, из всех султанов, правивших после Сулеймана I, Мурад больше других был привязан к своей матери и нуждался в её советах. Согласно донесению венецианского посланника Паоло Контарини, отправленного сенату незадолго до смерти Нурбану в декабре 1583 года, мать Мурада III была тем человеком, на которого он более всего полагался. Контарини писал: «[Он основывал] свои политические предпочтения на советах матери, ему казалось, что он не может принять ничей совет, кроме тех, кто был любим и предан его матери, отсюда и почтение, которое он выказывал ей, и почитание, которое он поддерживал за её необычные качества и множество достоинств». Когда Нурбану была на смертном одре, Мурад заявил, что стал сиротой и больше некому будет поддерживать его во время сложностей правления. Последний совет Нурбану, данный ею Мураду, согласно байло Джованни Франческо Моросини, был «самым благоразумным и предусмотрительным предостережением в отношении этого правительства, какое только могло исходить от хорошего, интеллигентного и непревзойдённого государственного деятеля». Нурбану призвала своего сына особенно внимательно относиться к трём вопросам: обеспечить более быстрое и беспристрастное правосудие в отношении его подданных, сдерживать его естественную алчность к золоту и деньгам и, прежде всего, следить за отношениями своего сына.

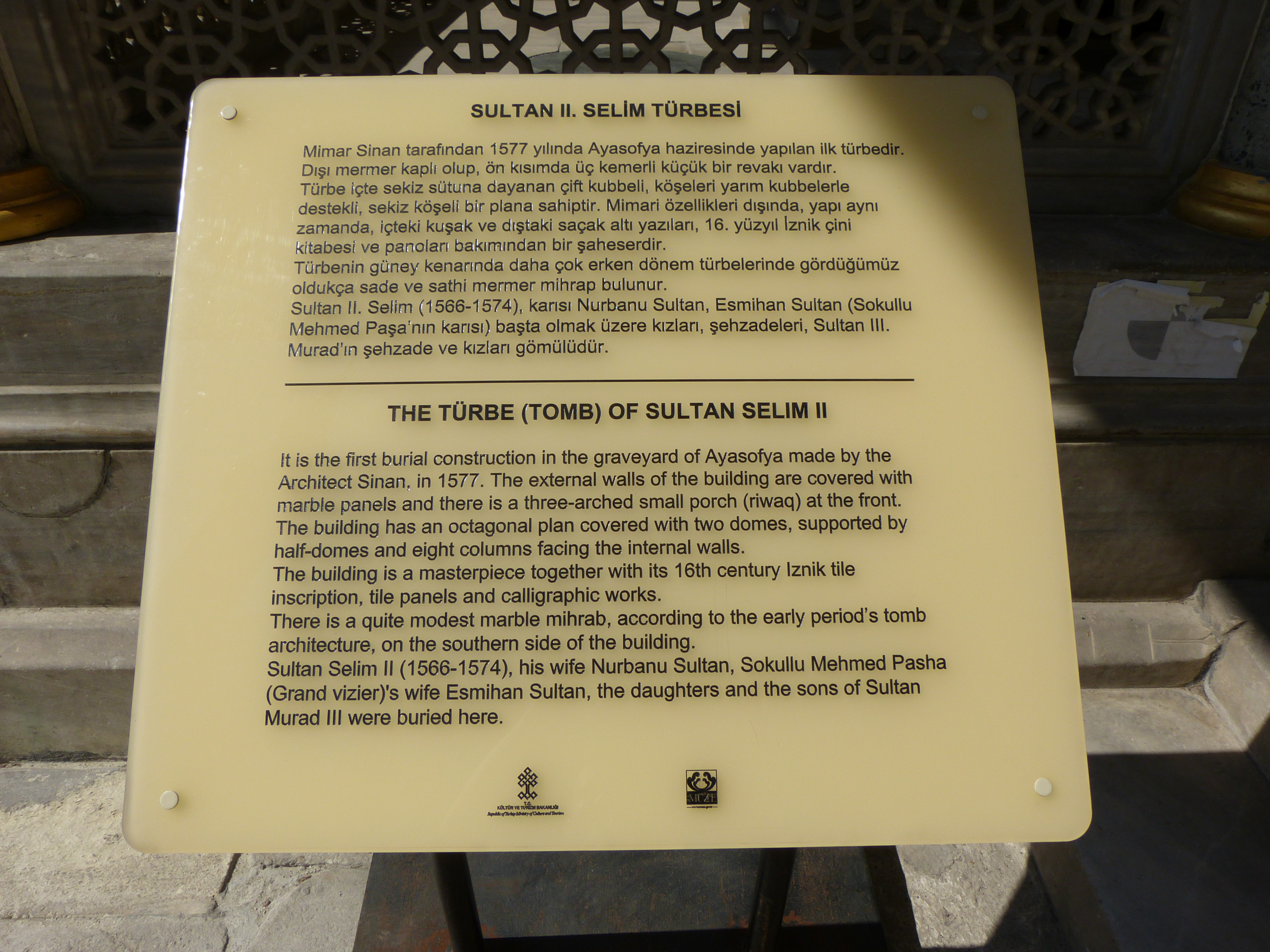
Информационная табличка в тюрбе Селима II в мечети Ая-Софья, где похоронена Нурбану

Нурбану-султан скончалась 7 декабря 1583 года в Садовом дворце в Еникапы. Отличавшаяся от других матерей султанов при жизни, Нурбану получила экстраординарные почести и после смерти. Согласно османской традиции, султан не участвовал в похоронах матери за пределами дворца, однако Мурад III пешком сопровождал гроб с телом матери, который должен был быть доставлен в мечеть Мехмеда Завоевателя для чтения похоронной молитвы. Выбор именно этой мечети — самой удалённой из всех султанских мечетей от дворца — был сделан осознанно: таким образом Мурад рассчитывал, что за душу его матери будет молиться большее число людей, чем это могло быть в близлежащих мечетях, а также ей будут отданы наибольшие почести от приезжих и жителей Стамбула. Согласно Селаники, «весь мир» стекался в мечеть на похоронную молитву: «В 991 году 22-го Зилькаде в среду [7 декабря 1583] во дворце Багче-сарай в районе Еникапы добросердечная и добродушная мать Хазрети Падишаха отошла в мир иной. У гроба были все богословы, шейхи, государственные чиновники, Падишах тоже был в траурном платье, в глазах его были слёзы. Потом в мечети султана Мехмед-хана [Фатиха] в присутствии народа был совершён намаз. Падишах после этого покинул церемонию и вернулся во дворец. Другие сопроводили тело до Ая-Софьи и погребли тело в тюрбе с султаном Селимом [II]. Все 40 дней по очереди визири и кадии днём и ночью продолжали читать Коран, совершать намазы и перебирать чётки. Беднякам и не способным работать была роздана милостыня». Писатели написали эпитафии, историки записали дату её смерти, выпадающую на 991 год по Хиджре (1583), фразой «валиде-султан почила с миром». Необычность таких похорон подтверждается тем фактом, что в библиотеке дворца-музея Топкапы существует только одно изображение похорон женщины — миниатюра работы Сейида Локмана в «Шехиншахнаме», изображающая похороны Нурбану.

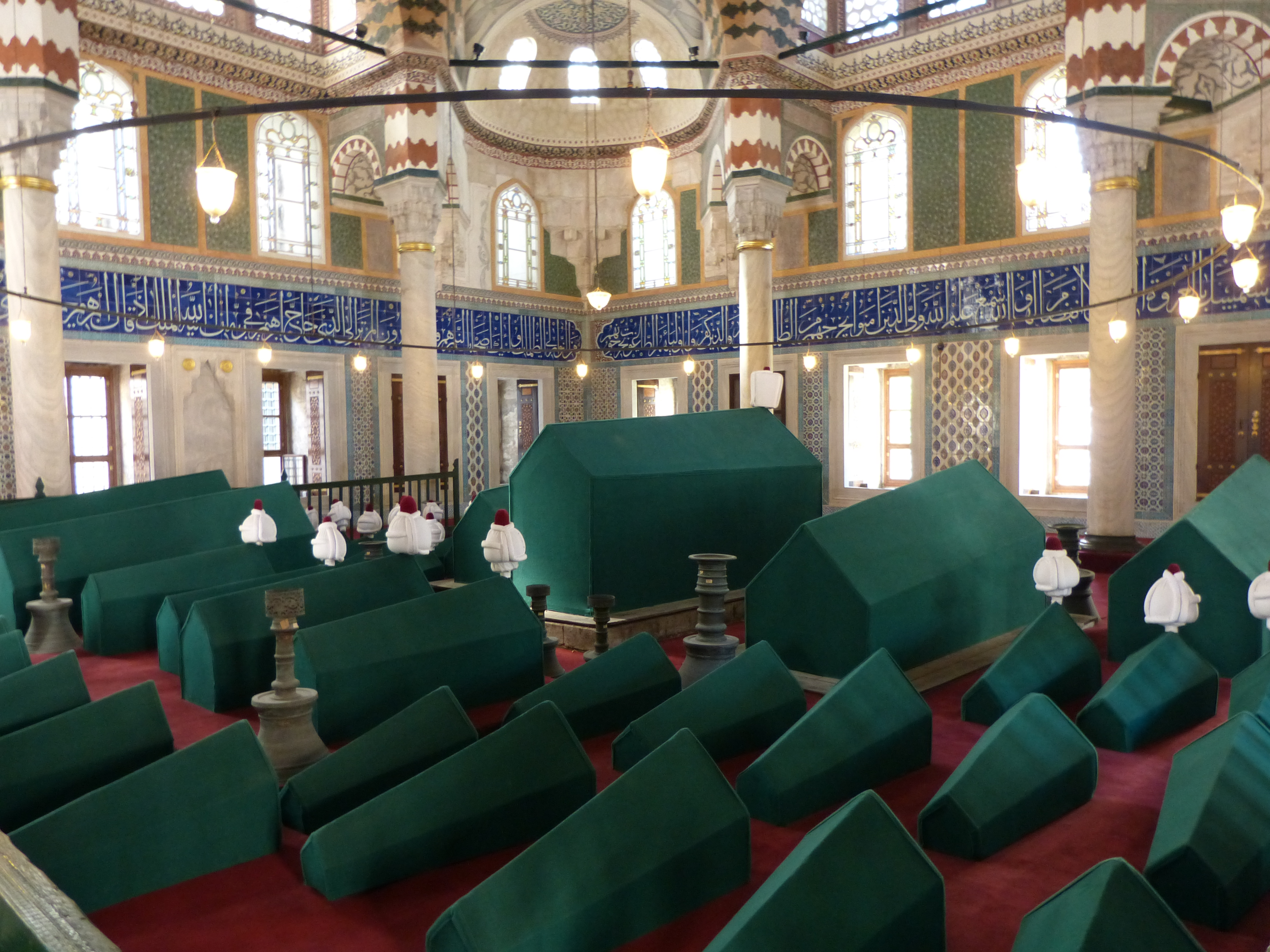
Мавзолей Селима II

Необычным было и место захоронения Нурбану: по распоряжению Мурада III, его мать была захоронена рядом с его отцом в комплексе мечети Ая-Софья; могила Нурбану располагалась почти в центре мавзолея бок о бок с великолепной могилой Селима II, скончавшегося девятью годами ранее. Нурбану стала первой наложницей султана, погребённой рядом со своим господином. Этим поступком Мурад признал свою валиде полноправным членом правящей династии, а также то, что сам он ведёт своё происхождение как от султана Селима II, так и от Нурбану-султан. Погребение Нурбану изменило саму традицию захоронения членов династии, согласно которой с середины XV века султаны являлись единоличными «хозяевами» своих мавзолеев.

## Благотворительность

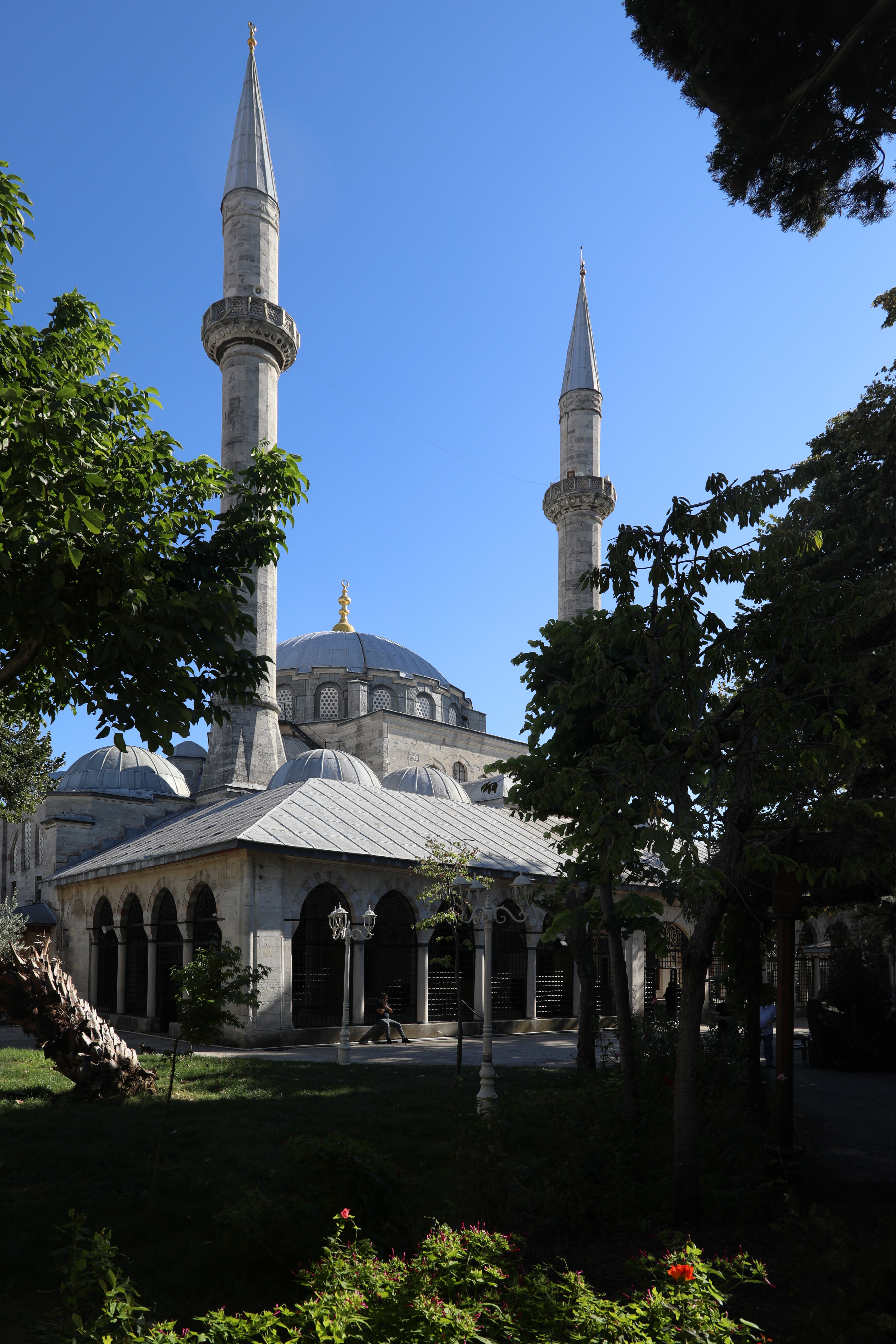
Мечеть Атик Валиде, построенная Нурбану-султан

Одной из прерогатив жён и матерей султанов считалось строительство мечетей и благотворительность. Нурбану на свои личные доходы и прибыль от взяток в Топташи в Ускюдаре построила мечеть и несколько зданий при ней, которые позже были названы комплексом Атик Валиде: мечеть с двумя минаретами и одним ажурным балкончиком (шерифе), шадырван (фонтан для омовений), медресе, школа для изучения хадисов (дарюльхадис) и школа для трактования Корана (дарюлькурра), больница (дарюшшифа), мектеб, имарет, караван-сарай для путешественников, двойной хаммам, свечная мастерская и фонтан у дверей больницы. При комплексе Атик Валиде была открыта библиотека, ставшая первой в Османской империи библиотекой, созданной женщиной. Камень, необходимый для строительства комплекса и мечети Атик Валиде, был закуплен в местах, близких к Стамбулу, — в частности, в Изнике и Галлиполи, а древесина — в Сапандже и Изнике. Чтобы обеспечить работу комплекса, был создан вакф, которому были пожертвованы налоговые поступления района Ениил, охватывавшего большую территорию в южной части Сиваса и закреплённого за Нурбану. Мечеть Атик Валиде стала первой в столице мечетью с двумя минаретами, построенной женщиной. Кроме того, Нурбану добилась того, чтобы строительство мечетей в столице стало султанской прерогативой: ранее право на такое строительство имел лишь султан, носивший титул «гази» (тур. gazi), то есть лично участвовавший в военном походе.

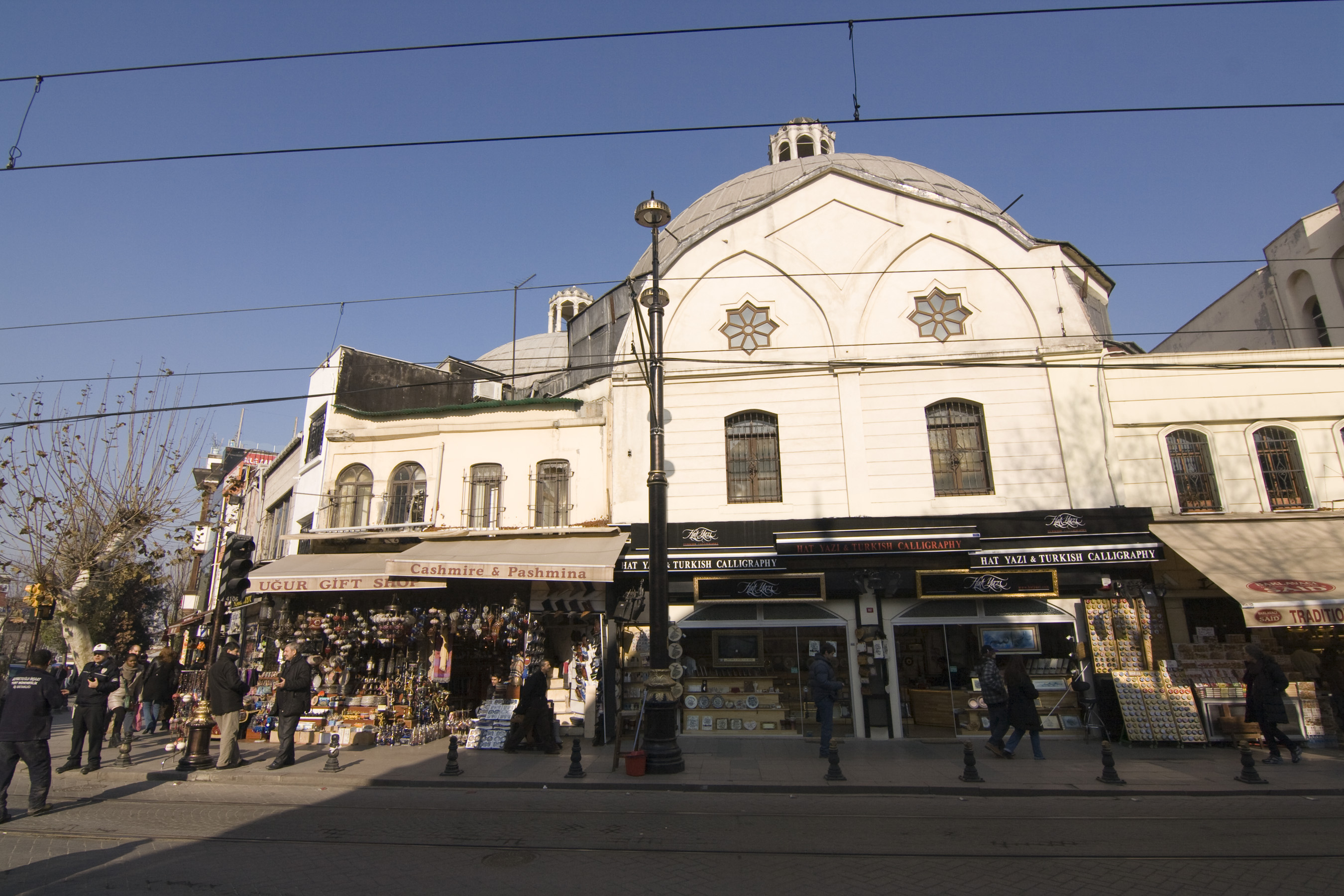
Хаммам, построенный Нурбану в Чемберлиташе

Кроме того, Нурбану-султан стала основателем месджидов в Алемдаге и Мерджане, бань в Ешильдирекли в Ускюдаре, в Чемберлиташе на Диванйолу, в Ланге в Аксарае, а также нескольких бесплатных столовых. Все эти сооружения Нурбану перевела на баланс вакфа мечети Атик Валиде.
Сакаоглу отмечал, что известные авторы, такие как Ахмет Рефик Алтынай — автор классических произведений «Женский султанат» и «Кызлар Агасы», которые описывали гаремную жизнь падишахов и тему женского султаната на грани истории и романа, обычно изображали Нурбану в схватке с невесткой Сафие, а Мурада III — как падкого на дам и погрязшего во взятках и коррупции султана, поэтому обходили вниманием вклад Нурбану в архитектуру Стамбула и в особенности Ускюдара.

## Потомство
Совершенно точно детьми Нурбану были будущий султан Мурад III, рождённый в 1546 году, и дочь Эсмехан-султан, на год старше шехзаде.
Ильхан Шахин также называет детьми Селима от Нурбану Шах-султан и Гевхерхан-султан. Кроме того, он отмечает, что первым ребёнком шехзаде Селима была девочка, родившаяся в Конье, однако имени её Шахин не называет, как и не указывает, была ли Нурбану её матерью. Недждет Сакаоглу писал, что Нурбану была матерью только одной из одногодок — Шах-султан или Гевхерхан-султан, рождённых в 1544 году.
Лесли Пирс указывает среди детей Нурбану ещё троих дочерей: Шах-султан и Гевхерхан-султан, рождённых до 1546 года, и Фатьму-султан, рождённую примерно в 1559 году. Чагатай Улучай указывает дочерьми Нурбану Шах-султан (1544), Фатьму-султан и, вероятно, Гевхерхан-султан (1544).

## Образ в культуре
В литературных произведениях Нурбану обычно описывается как отрицательный персонаж периода Женского султаната. Али Кемаль Мерам в «Матери Падишахов», называя Нурбану «еврейкой Рахель», пишет: «Единственная женщина полностью завладела чувствами и жизнью Селима. Эта женщина была еврейкой Рахель. Он до беспамятства влюбился в неё. У Селима II родился ребёнок от еврейки Рахель». Условно соблюдающий баланс между выдумкой и историческими фактами Нимет Арзык в своём сочинении «Иностранные султанши в Османском дворце» заполнил этот информационный вакуум более щадящим образом: «При жизни скромного и мягкого Селима II Нурбану не проявляла своей дикой натуры. Для неё Падишах был дойной коровой. От него она получала, что хотела, Селим даже не понимал этого, потому что его кроме еды, выпивки и мечети Селимие больше ничего не интересовало. Государством управлял Соколлу Мехмед-паша. Нурбану своему защитнику Селиму так и не смогла простить войны с Венецией. Возможно, следующих детей после Мурата она родила, потому что так полагается. Она наверняка ощущала себя рабыней, нося их под сердцем…»
Нурбану-султан является одним из главных персонажей 4-го сезона турецкого исторического телесериала «Великолепный век»; здесь рассказывается история Нурбану в период от попадания в гарем до восшествия шехзаде Селима на престол. Роль Нурбану исполнила турецкая актриса Мерве Болугур.

## Комментарии
1. Сейид Локман на полях «Шехиншахнаме» даёт пояснение к миниатюре: после того как тело валиде было омыто и завёрнуто в саван в собственном дворце, его положили в гроб и вынесли на плечах[1]. Мурад III изображён выходящим из дворца перед гробом матери, в то время как евнухи следуют за ним[2]. Справа от Мурада III идут его сыновья, среди толпы виднеются зюлюфлю ичогланы (дворцовая стража), гаремные аги из дворца валиде-султан, визири и богословы[1]. Дворцовые обитатели и чиновники (в том числе и несколько женщин с маленькими детьми на руках) молятся, воздев руки к нему. Внизу слева трое янычар готовятся раздавать монеты толпе[2].
2. ↑  Сейид Локман на полях «Шехиншахнаме» даёт пояснение к миниатюре: после того как тело валиде было омыто и завёрнуто в саван в собственном дворце, его положили в гроб и вынесли на плечах[1]. Мурад III изображён выходящим из дворца перед гробом матери, в то время как евнухи следуют за ним[2]. Справа от Мурада III идут его сыновья, среди толпы виднеются зюлюфлю ичогланы (дворцовая стража), гаремные аги из дворца валиде-султан, визири и богословы[1]. Дворцовые обитатели и чиновники (в том числе и несколько женщин с маленькими детьми на руках) молятся, воздев руки к нему. Внизу слева трое янычар готовятся раздавать монеты толпе[2].
3. ↑  Шахин отмечает, что в некоторых исследованиях аналогичное происхождение ошибочно приписывалось её невестке Сафие-султан — фаворитке Мурада III[3].
4. ↑  Энтони Олдерсон указывает среди наложниц Селима II некую Кале Картанау[9]. Недждет Сакаоглу отмечал, что это имя, взятое в таком написании из иностранных источников, может быть как девичьим именем неизвестной хасеки, так и переводом и раздельным написанием персидского имени Нур-бану[10].
5. ↑  Среди этих трёх браков Олдерсон указывает союз Сулеймана I и Хюррем-султан, Османа II и дочери шейх-уль-ислама Акиле-хатун и Ибрагима I и Телли-хасеки. Все три брака противоречили традициям и интересам империи, а в двух случаях и вовсе привели к свержению султанов[20].
6. ↑  Хюррем образовала триумвират со своей дочерью Михримах-султан и Рустемом-пашой, который, как считали многие исследователи, привёл к падению и казни старшего сына Сулеймана I от Махидевран-султан Мустафы[21]. Кроме того, триумвират «Хюррем-Михримах-Рустем» считали причастным к казни великого визиря Кара Ахмеда-паши, который также был зятем султана — мужем его сестры Фатьмы[22]. Кара Ахмед пришёл к власти в 1553 году, сразу после казни шехзаде Мустафы, когда Рустем-паша был снят с должности. Кара Ахмед пробыл на посту чуть менее двух лет, после чего, по слухам, был обвинён Рустемом во взяточничестве и казнён. Смерть Кара Ахмеда-паши вернула должность великого визиря Рустему-паше[23]. Поскольку Нурбану была матерью Эсмехан-султан, она вполне могла образовать триумвират с ней и её супругом великим визирем Соколлу Мехмедом-пашой[11].
7. ↑  Энтони Олдерсон полагал, что это была мать шехзаде Сулеймана[9][10].
8. ↑  Вероятнее всего, Джанфеда была не еврейкой, а черкешенкой[33].
9. ↑  Помимо самой Нурбану, венецианцам покровительствовала и её невестка Сафие-султан, с которой у валиде были напряжённые отношения, о чём писал другой венецианский посланник Соранцо[36].
10. ↑  Османский историк Сюрея Мехмед-бей указывает датой смерти Нурбану 6 декабря 1583 года[6].
11. ↑  Мурад прекратил эту практику, захоронив рядом с отцом убитых согласно закону Фатиха своих пятерых братьев, а также захоронив в 1578 году свою тётку Михримах-султан рядом с султаном Сулейманом I, что подчеркнуло её особый статус любимой и единственной дочери султана[42].
12. ↑  Сакаоглу писал, что если Шах и Гевхерхан действительно родились в один год, то у них должны быть разные матери[46].